# Perigeo (banda)
Perigeo fue una agrupación musical italiana de Jazz fusión y Rock progresivo creada en 1971 por Giovanni Tommaso.

## Historia
En 1972 publicaron su primer álbum Azimut, que alcanzó unos resultados aceptables. 
En 1973 publicaron Abbiamo tutti un blues da piangere (Todos tenemos un "blues" para llorar), en el que añadieron elementos orientales junto con el rock, el jazz y el funk. Ese mismo año formaron parte del cartel del festival Umbría Jazz.
En 1974 publicaron Genealogia, en el que utilizaron sintetizadores.
En 1975 publican La valle dei Templi (El valle de los templos), con la participación del percusionista italiano Tony Esposito, en un álbum en el que el ritmo y la percusión cobraron especial relevancia. El disco obtuvo una buena aceptación comercial. 
Con Non è poi così lontano (No está tan lejos), grabado en Toronto,  Canadá en 1976 con la RCA Italiana, con producción de Ian Guenther e Willi Morrison para la Three Hats Production, los Perigeo alcanzan el máximo de sus dotes técnicas musicales. 
En 1977, durante un concierto en Florencia, anuncian la disolución de la banda.
En 1978 todos los miembros del grupo participaron en la grabación del álbum Ullu del cantautor Giovanni Ullu.
En 1980 se produjo una nueva reunión bajo el nombre de "Perigeo Special" para la producción del álbum Alice, inspirado en la ida de Lewis Carroll, que alterna pasajes jazzísticos con otros más pop.
Un año después, en 1981, Giovanni Tommaso reforma la banda con miembros nuevos y crea "New Perigeo", proyecto que duraría cerca de año y medio, durante el que se grabaron el Ep Q Concert y el LP Effetto amore.

## Discografía

### Perigeo
Álbumes de estudio
- 1972 - Azimut (RCA Italiana, PSL 10555)
- 1973 - Abbiamo tutti un blues da piangere (RCA Italiana, PSL 10609)
- 1974 - Genealogia (RCA Italiana, TPL 1-1080)
- 1975 - La valle dei templi (RCA Italiana, TPL 1-1175)
- 1976 - Non è poi così lontano (RCA Italiana, TPL 1-1228) (publicado en USA en 1977 con el título Fata Morgana)

### Perigeo Special
- 1980 - Alice (RCA Italiana)

### New Perigeo
- 1981 - Effetto amore (RCA Italiana)